# Zoltán Csehi
Zoltán Csehi (* 1965 in Budapest) ist ein ungarischer Jurist, Hochschullehrer und Richter am Europäischen Gerichtshof.

## Leben und Wirken
Csehi studierte Rechtswissenschaften an der Eötvös-Loránd-Universität und machte 1990 seinen Abschluss. 1991 erwarb er zudem den Titel Master of Laws an der Ruprecht-Karls-Universität Heidelberg. 1992 folgte nach einem entsprechenden Anschlussstudium an der Eötvös-Loránd-Universität noch ein Abschluss in Kunstgeschichte. Ab 1995 war er in Ungarn als Rechtsanwalt zugelassen. Parallel dazu ist er als Schiedsrichter, ab 2004 nur noch als Ad-hoc-Schiedsrichter, am Pénz és Tőkepiaci Állandó Választottbíróság, dem ständigen ungarischen Schiedsgericht für Finanz- und Kapitalmärkte tätig. 2004 wurde Csehi von der Eötvös-Loránd-Universität zum Dr. iur. promoviert.
Neben seiner Tätigkeit als Rechtsanwalt in Budapest unterrichtete er an der Eötvös-Loránd-Universität von 1991 bis 2005 Recht als beigeordneter Professor und von 2005 bis 2016 als Professor. Außerdem lehrte er auch an der Katholischen Péter-Pázmány-Universität; dort war er ab 2007 Leiter der Abteilung für Handelsrecht, ab 2013 Leiter der Abteilung für  Privat- und Handelsrecht und ab 2013 ordentlicher Professor. Seit 2017 ist er Forschungsprofessor für Privat- und Handelsrecht.
Csehi wurde am 13. April 2016 zum Richter am Gericht der Europäischen Union ernannt. Am 7. Oktober 2021 wechselte er als Richter Europäischen Gerichtshof. Seine Wahl zum europäischen Richter stieß auf Kritik, nachdem Csehi vor seiner Wahl hauptsächlich im ungarischen Privatrecht tätig war und kaum nennenswerte Erfahrung mit Europarecht vorzuweisen hatte. Seiner Wahl ging zudem keinerlei Auswahlverfahren voraus, er wurde schlicht vom ungarischen Justizministerium benannt, wobei zu beachten ist, dass Csehi langjährig in der Kanzlei des ehemaligen ungarischen Justizministers László Trócsányi tätig war.
Als Wissenschaftler liegen seine Forschungsschwerpunkte im ungarischen und internationalen Privat- und Handelsrecht sowie der Privatrechtsvergleichung.

## Werke (Auswahl)
- Diké kísértése – magánjogi és kultúrtörténeti tanulmányok. Gondolat Kiadó, Budapest 2005.
- A magánjogi alapítvány – történeti és dogmatikai alapok. Gondolat Kiadó, Budapest 2006.
- A civil társadalom szervezeteinek joga Magyarországon. Gondolat Kiadó, Budapest 2007.
- Alapjogok és a nemzetközi magánjog – a német fejlődés. Gondolat Kiadó, Budapest 2013.
- A Polgári Törvénykönyv időfogalma és magánjogunk időfelfogása. Pázmány Press, Budapest 2013.
- Tanulmányok nemzetközi magánjogról és nemzetközi választottbíráskodásról. Gondolat Kiadó, Budapest 2022.